# Holmes Herbert
Holmes Herbert, geboren als Horace Edward Jenner (Mansfield, 30 juli 1882 – Hollywood, 26 december 1956) was een Engels acteur die een carrière maakte in Amerikaanse langspeelfilms uit de grote Hollywoodstudio’s van 1915 tot 1952.
Jenner emigreerde naar de Verenigde Staten in 1912. Hij begon zijn carrière met een aantal hoofdrollen in stille films, en speelde nadien in enkele grote Hollywood-klassiekers als Captain Blood, The Charge of the Light Brigade, The Life of Emile Zola, The Adventures of Robin Hood en Foreign Correspondent.
De acteur werd begraven in het Forest Lawn Memorial Park.

## Langspeelfilms
Een selectie van de langspeelfilms waarin hij een rol vertolkte:
- 1915: His Wife – John Dennys
- 1917: Her Life and His – Ralph Howard
- 1917: The Man Without a Country – Lieutenant Philip Nolan
- 1918: A Doll's House – Thorvald Helmar
- 1919: The White Heather – Lord Angus Cameron
- 1919: Other Men's Wives – Fenwick Flint
- 1920: My Lady's Garter – Henry Van Derp, aka The Hawk
- 1921: Heedless Moths – The Sculptor
- 1924: Love's Wilderness – David Tennant
- 1925: Daddy's Gone A-Hunting – Greenouch
- 1925: The Wanderer – Prophet
- 1927: Mr. Wu – Mr. Gregory
- 1927: Lovers – Milton
- 1927: The Heart of Salome – Sir Humphrey
- 1927: East Side, West Side – Gilbert Van Horn
- 1929: Say It with Songs – Dr. Robert Merrill
- 1929: Her Private Life – Rudolph Solomon
- 1929: The Thirteenth Chair – Sir Roscoe Crosby
- 1929: The Kiss – M. Lassalle
- 1929: Untamed – Howard Presley
- 1931: Chances – Major Bradford
- 1931: Broadminded – John J. Hackett Sr.
- 1931: Daughter of the Dragon – Sir John Petrie
- 1931: Dr. Jekyll and Mr. Hyde – Dr. John Lanyon
- 1932: Miss Pinkerton – Arthur Glenn
- 1933: Mystery of the Wax Museum – Dr. Rasmussen
- 1933: The Invisible Man – politiechef
- 1934: Beloved – Lord Landslake
- 1934: The House of Rothschild – Rowerth
- 1935: Mark of the Vampire – Sir Karell Borotyn
- 1935: Captain Blood – Captain Gardner
- 1936: 15 Maiden Lane – Harold Anderson
- 1936: The Charge of the Light Brigade – General O'Neill
- 1937: Slave Ship – Commander
- 1937: The Life of Emile Zola – commandant van Parijs
- 1938: The Adventures of Robin Hood – Archery Referee
- 1939: Stanley and Livingstone – Frederick Holcomb
- 1940: Foreign Correspondent – Assistant Commissioner
- 1941: Man Hunt – Saul Farnsworthy
- 1942: Sherlock Holmes and the Secret Weapon – Sir. Reginald
- 1944: The Pearl of Death – James Goodram
- 1944: The Mummy's Curse – Dr. Cooper
- 1945: Sherlock Holmes and the House of Fear – Alan Cosgrave
- 1946: Dressed to Kill – Ebenezer Crabtree
- 1946: The Verdict – Sir William Dawson
- 1948: The Swordsman – Lord Glowan
- 1950: The Iroquois Trail – General Johnson
- 1952: The Brigand – aartsbisschop

- Bibliothèque nationale de France: cb146834336 (data)
- Gemeinsame Normdatei: 1062353846
- International Standard Name Identifier: 0000 0000 4311 9352
- Library of Congress Control Number: n95038841
- MusicBrainz: 97e797ed-dc39-43dd-8d90-fa383784acda
- SNAC: w6s6157m
- Virtual International Authority File: 22403468
- WorldCat: E39PBJhxm9yGY8BtwJvr4wMHG3